# Record climatologici mondiali
Sono stati registrati vari primati (o record) climatologici mondiali, da uffici meteorologici affiliati all'Organizzazione mondiale della meteorologia (WMO, in lingua inglese) e talvolta da enti indipendenti.
In tutti questi casi si è assistito ad indagini per appurare la validità delle misurazioni o l'attinenza a specifiche indicazioni (per la temperatura dell'aria, ad esempio, misurare a circa 1,5 m dal terreno evitando luce diretta e vento); a volte un record è stato "smentito" oppure "corretto" per la non confrontabilità con misure precedenti, per errori di misurazione, rilevamento non conforme alle norme dell'organizzazione stessa, ecc.

## Temperatura
Lo standard per misurare la temperatura ai fini climatologici (intendendo qui la temperatura dell'aria), secondo il WMO, prevede che il rilevamento avvenga ad un'altezza dal suolo compresa fra 1.25 m (4.1 ft) e 2 m (6.6 ft) in una posizione ben ventilata e schermata dalla luce solare diretta

### Minima
Attualmente il record di temperatura minima accreditato è di -89,2 °C, registrato alle ore 01.45 UTC del 21 luglio 1983 presso la Base Vostok in Antartide, valore che all'epoca superò il record precedente di -88,3 °C rilevato il 24 agosto 1960 presso la stessa base.
Una temperatura inferiore, pari a -93,2 °C, fu registrata il 20 agosto 2010 lungo il crinale tra il Dome Argus, punto più elevato del Plateau Antartico, e la stazione Dome Fuji alla quota di 3 900 m. Il dato venne rilevato con gli strumenti del satellite Landsat 8, un progetto della NASA e del Servizio Geologico degli Stati Uniti.
Il risultato fu presentato al 46º meeting annuale dell'American Geophysical Union tenutosi a San Francisco nel dicembre 2013. Il valore non può però essere registrato come record di temperatura minima in quanto è stato ottenuto con una rilevazione da remoto e non con una misura diretta sul terreno. Il valore riportato infatti corrisponde a quello della superficie del ghiaccio, mentre quello registrato alla base Vostok è misurato nell'aria a circa un paio di metri al di sopra del ghiaccio e pertanto i due valori non sono confrontabili.
Per quanto riguarda i centri abitati, già il 21 gennaio 1838 il mercante russo Neverov aveva registrato a Jakutsk una temperatura di −60 °C. Il 15 gennaio 1885, H. Wild riferì che a Verchojansk erano stati registrati −68 °C. Una nuova misura effettuata nella stessa località nel febbraio 1892 riportò −67,8 °C. I ricercatori sovietici successivamente annunciarono il record di temperatura minima di −67,8 °C registrata il 6 febbraio 1933 nel villaggio siberiano di Ojmjakon (allora Unione Sovietica, ora Russia) situato circa 400 km a sud-est di Verchojansk, mentre la precedente temperatura di quest'ultimo paesino fu corretta in −67,8 °C.
Altri record di basse temperature:
- Temperatura più bassa nell'emisfero boreale: -77,5 °C, sul Monte Logan, Canada, 26 maggio 1991[8].

### Massima
La temperatura massima di 57,8 °C, registrata ad Al-'Aziziyah in Libia, il 13 settembre 1922, è stata invalidata dalla Commissione OMM dell'Archivio Climatologico Mondiale di estremi Meteorologici e Climatici, poiché ritenuta una misurazione imprecisa. Di conseguenza, l'OMM ha ufficializzato che la temperatura massima sulla superficie terrestre è stata 56,7 °C, misurata il 10 luglio 1913 a Furnace Creek (Greenland Ranch) (Death Valley), California, USA, nell'attesa di verificare la correttezza del suddetto valore (Il valore di 70,7 °C registrato nel deserto di Lut, in Iran, da misurazioni satellitari, si riferisce alla temperatura della superficie stessa e non dell'atmosfera sopra di esso).

#### Altri record di alte temperature
- Temperatura percepita più alta: 81.1 °C, a Dhahran, Arabia Saudita, 8 luglio 2003.[10]
- Più alta temperatura del suolo: 93,9 °C, Death Valley, California, 15 luglio 1972 (record non ritenuto ufficiale).[11]
- Temperatura più alta durante pioggia: 48.3 °C a Imperial (California), 24 luglio 2018[12]
- Più alta temperatura a Nord del Circolo polare artico:38 °C a Verkhoyansk, Russia, 20 giugno 2020.[13]

## Precipitazioni

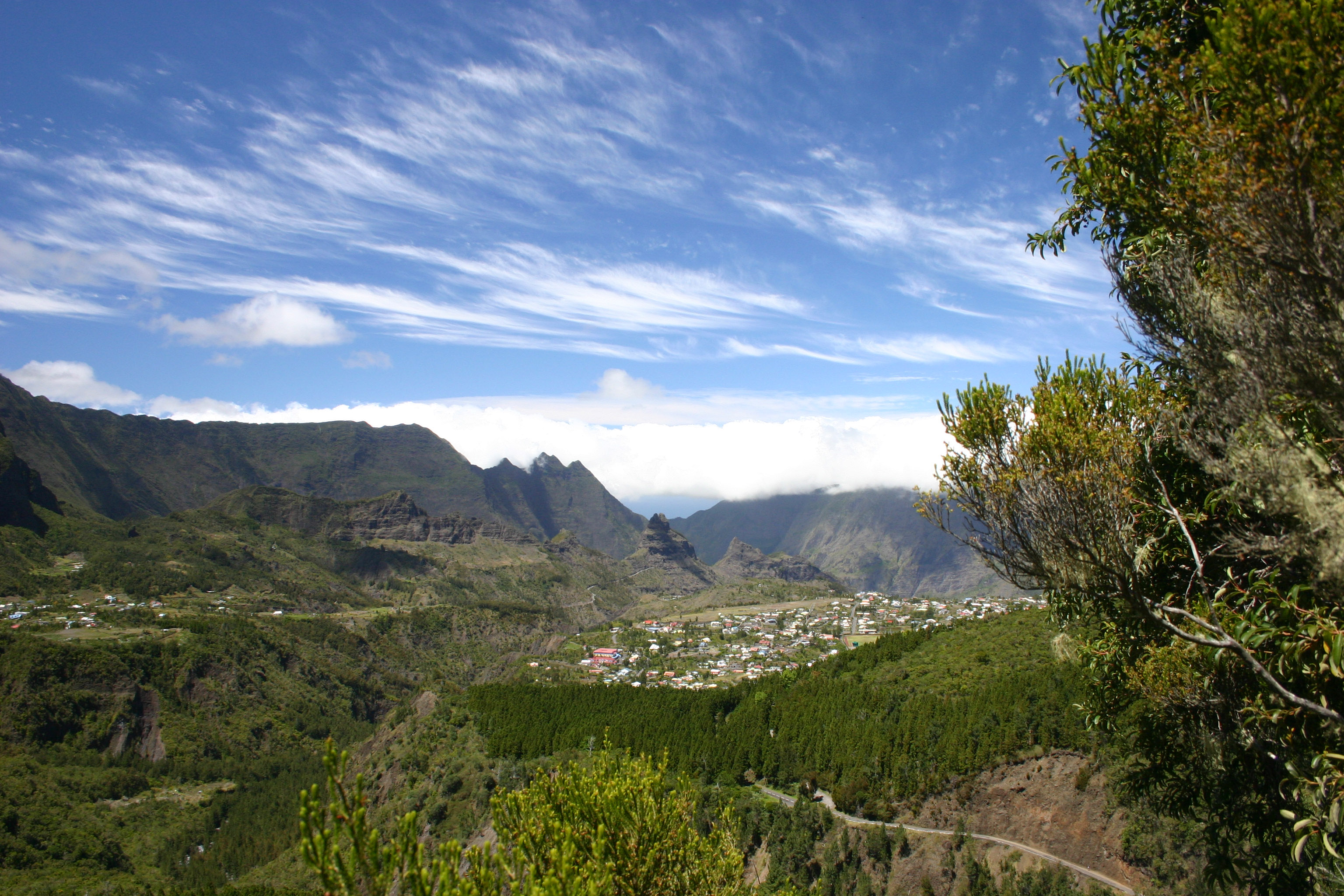
Cilaos, nell'isola di Riunione.

- Il valore più basso di precipitazioni piovose annue sembra appartenere a Quillagua, nella regione di Antofagasta, in Cile, con meno di 0,2 mm/anno.[14]

Per quanto riguarda invece la piovosità più elevata sono stati registrati:
- in un minuto: 38 mm, a Barot, Guadalupa, il 26 novembre 1970.[15]
- in un'ora: 305 mm in 42 minuti a Holt, Missouri, USA, il 22 giugno 1947.[16]
- in 12 ore: 1 144 mm a Cilaos, nell'isola di Riunione, l'8 gennaio 1966 durante il ciclone tropicale Denise.[16]
- in 24 ore: 1 825 mm a Cilaos, nell'isola di Riunione, il 7-8 gennaio 1966 durante il ciclone tropicale Denise.[16]
- in 48 ore: 2 493 mm a Cherrapunji, Meghalaya, India, il 15-16 giugno 1995.[16]
- in 72 ore: 3 929 mm a Commerson, isola di Riunione, il 24-26 febbraio 2007.[16]
- in 96 ore: 4 869 mm, a Commerson, isola di Riunione, il 24-27 febbraio 2007.[16]
- in un anno: 26 470 mm a Cherrapunji, Meghalaya, India, nel 1860-1861.[16]
- la più alta media annua: 11 872 mm a Mawsynram, Meghalaya, India.[16]

Due località della Colombia, López de Micay e Lloró, che hanno precipitazioni abbondanti e costanti tutto l'anno, avrebbero piovosità superiore rispetto a Mawsynram e Cherrapunji secondo rispettivamente il servizio meteorologico colombiano IDEAM e la NOAA; ciononostante, l'Organizzazione mondiale della meteorologia non ne ha ufficializzato il primato.
A Bahia Felix (Cile) si sono avuti 325 giorni di pioggia in un anno, record mondiale di precipitazioni annuali.

## Pressione atmosferica
Le rilevazioni relative ai valori più alti mai registrati sono "normalizzate" al livello del mare; in altre parole, dal valore misurato si estrapola il valore che sarebbe stato osservato se la stazione meteo si fosse trovata al livello del mare. Tale procedura, standard per il WMO, ha come scopo la creazione di valori tra loro confrontabili, visto che i valori pressori "grezzi" sono influenzati fortemente dall'altitudine (vedere a tal proposito gradiente barico verticale). D'altra parte, l'osservazione che il gradiente barico non è necessariamente omogeneo in tutto il mondo, oltre alla presenza di altri bias come l'umidità relativa (accentuati all'aumentare dell'altitudine della stazione meteo), spinse il WMO a distinguere fra rilevazioni compiute sotto e, rispettivamente, sopra i 750 m s.l.m.
Il più alto valore pressorio finora accreditato sotto i 750 m è di 1083,8 hPa, registrato presso Agata, Siberia (altitudine 262 m s.l.m.), il 31 dicembre 1968.
Per quanto riguarda le stazioni poste oltre i 750 m di altitudine, il record è di 1084,8 hPa, rilevato nel Distretto di Tosoncėngėl (Uvs), in Mongolia, il 19 dicembre 2001.
Il valore pressorio più basso finora registrato (al livello del mare) è di 870 hPa, registrato il 12 ottobre 1979 da un aereo di ricognizione durante il Tifone Tip nell'Oceano Pacifico occidentale.

## Vento
La velocità attualmente considerata record (non correlata a un tornado) è stata registrata durante il passaggio del ciclone tropicale Olivia il 10 aprile 1996: una stazione meteorologica automatica sull'Isola di Barrow, Australia, ha registrato una raffica di vento massima di 113,3 m/s (408 km/h; 253 mph; 220,2 nodi).